# BHR 71
BHR 71 (auch Sandqvist 136) ist ein kleiner, dunkler Nebel im Sternbild Fliege. Der Nebel ist etwa 600 Lichtjahre von der Erde entfernt und erstreckt sich über eine Fläche von etwa einem Lichtjahr.
Im sichtbaren Licht erscheint BHR 71 als großer schwarzer Fleck. Im Infrarotbereich, jedoch kann man zwei junge Sterne erkennen, welche beide grüne Strähnen herausschießen. Diese grünen Strähnen sind der Anfang eines Jets, welcher aus Sauerstoff besteht und sehr heiß ist. Mit größerem Abstand, sinkt die Energie und die Farbe des Jets verschiebt sich über Orange nach Rot. In einem kombinierten Bild aus Infrarot- und Sichtbarenbild, erkennt man, dass ein Ausbruch des einen jungen Sterns verantwortlich für den Abbruch im sichtbaren Licht ist.